# Ferien vom Ich (1952)
Ferien vom Ich ist eine deutsche Filmkomödie von Hans Deppe aus dem Jahr 1952. Die Verfilmung nach Motiven des gleichnamigen Romans von Paul Keller wurde am 11. November 1952 im Capitol in Göttingen uraufgeführt. Die Hauptrollen sind mit Rudolf Prack und Marianne Hold besetzt, tragende Rollen mit Willy Fritsch, Grethe Weiser, Paul Henckels, Oskar Sima, Hannelore Bollmann und Gunnar Möller.
Weitere Verfilmungen des Stoffes stammen aus den Jahren 1934 (Regie: Hans Deppe) und 1963 (Regie: Hans Grimm).

## Handlung
Der amerikanische Milliardär George B. Stefenson bereist geschäftlich Europa, wobei er aufgrund seiner hohen beruflichen Belastung einen Herzanfall erleidet. Der herbeigerufene Arzt Dr. Hartung rät ihm dringend, ein Vierteljahr auszuspannen, also „Ferien vom Ich“ zu nehmen. Stefenson stimmt nach einigem Zögern zu und sagt auch die Finanzierung des Projektes zu, da eine solche Institution, die dieses bietet, bisher nur im Kopf des Arztes als Traum existiert. Im Rahmen der „Ferien vom Ich“ erhalten alle Teilnehmer einen neuen Vornamen und Arbeitskleidung, um keinem der anderen Mitbewohner ihre wahre Existenz preisgeben zu müssen.
Aus diesem Grund erwirbt Stefenson das heruntergewirtschaftete Gut Schloss Dornberg von der jungen Eva von Dornberg, die weiterhin als wirtschaftliche Leiterin fungiert, während Dr. Hartung die ärztliche Leitung übernimmt.
Stefenson selbst nimmt als Walter am Landleben teil und verliebt sich im Laufe der Zeit in Eva von Dornberg, die wie alle anderen Bewohner (mit Ausnahme des Arztes und des Kastellans) keine Ahnung hat, wer sich tatsächlich hinter Walter verbirgt. Kurz vor dem Happy End wird Stefenson durch eine gemeine Intrige zugetragen, dass Eva sehr wohl wisse, wer er in Wirklichkeit sei. Enttäuscht will er daraufhin Hals über Kopf abreisen. Durch einen glücklichen Zufall wird die Intrige jedoch aufgedeckt und Stefenson kehrt zu Eva zurück.

## Produktion, Veröffentlichung
Die Dreharbeiten fanden ab 12. August 1952 am Kerßenbrockschen Schloss, am Gut Wierborn und in der Feldmark in und um Barntrup statt. Die Innenaufnahmen drehte man im Filmatelier Göttingen. Verantwortlicher Filmarchitekt war Ernst H. Albrecht. Als Produktionsleiter fungierten Wilhelm Gernhardt und Hans Speer. Der Arbeitstitel des Films lautete: Am Brunnen vor dem Tore.
Lieder im Film: Wanderlied und Abendlied (Musik: Marc Roland; Texte: Peter Francke)
Ferien vom Ich ist zuvor bereits 1934 und anschließend noch einmal 1963 verfilmt worden.
Nach der Veröffentlichung in der Bundesrepublik Deutschland am 11. November 1952 erfolgte eine Veröffentlichung in den USA 1954 und am 29. Februar 1960 in Dänemark unter dem Titel Solskinsdalen.

## Kritik
Das Lexikon des internationalen Films beschreibt die Verfilmung als eine „gefühlsbetonte, weitgehend unaufdringliche Romanverfilmung, wobei lyrisch-heitere Noten der Vorlage noch spürbar sind“.